# Winnertzia vexans
Winnertzia vexans är en tvåvingeart som först beskrevs av Jean-Jacques Kieffer 1913.  Winnertzia vexans ingår i släktet Winnertzia och familjen gallmyggor.
Artens utbredningsområde är Frankrike. Inga underarter finns listade i Catalogue of Life.